# Auriac-l’Église
Auriac-l’Église – miejscowość i gmina we Francji, w regionie Owernia-Rodan-Alpy, w departamencie Cantal.
Według danych na rok 1990 gminę zamieszkiwało 229 osób, a gęstość zaludnienia wynosiła 12 osób/km² (wśród 1310 gmin Owernii Auriac-l’Église plasuje się na 621. miejscu pod względem liczby ludności, natomiast pod względem powierzchni na miejscu 483.).